# Nisvanis
Nisvanis es una banda mongola de rock, perteneciente al grunge mongol, formada en 1996, en la ciudad de Ulán Bator.
Es consolidada como un grupo seguidor e inspirador por el grupo Nirvana en la cual hicieron una amalgación del mismo nombre y fuertemente influenciado por el grunge de la década de los 90.
Su sencillo "Nisdeg Tavag" es consolidada de culto y una de las mejores y conocidas canciones del grupo, así mismo del mismo nombre "Nisdeg Tavag" del 2006. es uno de los álbumes más exitosos del grupo en su país.
Es junto con: A-sound, Haranga, Soyol Erdene, entre muchos otros. los principales precursores del rock mongol.

## Integrantes

### Formación actual
- L. Enkh-Amgalan - vocal, guitarra
- D. Darkhanbat - bajo
- S. Khosbayar - guitarra
- A. Anar - batería

### Exintegrantes
- B. Tsatsral - guitarra
- Battulga - batería
- Otgonbaatar - batería
- Tamir - guitarra

## Discografía

### Álbumes de estudio
- 1999: "O2 (Oxygen)"
- 2002: "Saaral Ue"
- 2006: "Nisdeg Tavag"

### Sencillos
- "Nisdeg Tavag"
- "Bolson Yavdal"
- "Tesrelt"
- "Muu Zurshil"
- "Negui Duu"
- "Az Jargaltai Togsdog"